# Keto-enolna tavtomerija
Keto-enolna tavtomerija je kemijsko ravnotežje med ketonsko in enolno obliko ketona ali aldehida. Keto in enolna oblika sta tavtomera drug drugega, takšno obliko izomerije pa imenujemo tavtomerija. Pretvarjanje ene oblike v drugo je pogojeno s premikom protona (H) in veznih elektronov. 
Spojina, ki vsebuje karbonilno skupino (C=O), običajno hitro vzpostavi ravnotežje s svojim enolnim tavtomerom, ki ima ob hidroksilni skupini (OH) par ogljikovih atomov, vezanih z dvojno vezjo (C=C-OH). V večini ketonov v ravnotežju prevladuje keto tavtomer. Enolna oblika ni zato nič manj pomembna in je ključnega pomena za nekatere kemijske reakcije. Z odcepitvijo vodika (deprotoniranje) v enolu namreč nastane enolatni ion, ki je zelo pomemben nukleofil.

## Reakcijski mehanizem
Pretvorbo enolne oblike v keto obliko katalizirajo kisline in poteka po dvostopenjskem mehanizmu.
V prvem koraku izpostavljena elektrona iz dvojne vezi C=C preideta k hidronijevemu ionu (H3O+). V naslednjem koraku poteče adicija protona, ki se podreja pravilu Markovnikova. To pomeni, da se bo proton vezal na ogljikov atom z več vodiki. Kisik iz hidroksilne skupine nato odda svoje elektrone ogljiku, tako da nastane karbonilna skupina. Kisik v molekuli vode nato odda svoje elektrone vodiku v hidroksilni skupini, tako da nevtralizira pozitivni naboj na elektronegativnem atomu kisika. 

## Erlenmeyerjevo pravilo
Med prvimi raziskovalci keto-enolne tavtomerije je bil Richard August Carl Emil Erlenmeyer, ki je leta 1880 ugotovil, da vsi alkoholi, ki imajo hidroksilno skupino vezano na ogljikov atom ob dvojni vezi, postanejo aldehidi ali ketoni. Pojav je posledica na splošno bolj stabilnega keto izomera v primerjavi z enolnim izomerom. Zaradi nižjega energetskega stanja v ravnotežju prevladuje keto oblika. 

## Biokemija
Keto-enolna tavtomerija ima velik pomen na več področjih biokemije. Visok potencial za prenos fosfatnega iona, ki ga ima fosfenolpiruvat, je posledica dejstva, da je fosforilirana spojina »ujeta« v manj stabilno enolno obliko, po defosforilaciji pa preide v nekakšno keto obliko. V enolni obliki sta lahko tudi bazi gvanin in timin. 

## Druge organske spojine
V nekaterih organskih spojinah, na primer v fenolih, je zaradi aromatskih lastnosti pomembna njihova eolna oblika, keto oblika pa ne.
Tališče naftalenovega derivata naftalen-1,4-diola (1,4-dihidroksinaftalen), ki znaša skoraj 200 °C, je posledica zmesi z njegovo keto obliko (naftalen-1,4-dion) v razmerju 2:1. S segrevanjem keto oblike v benzenu pri 120 °C po treh dneh nastane zmes z enolno obliko v razmerju 1:1. Keto oblika je kinetično stabilna in se v prisotnosti baze vrne v enolno obliko. Čista keto spojina nastane z mešanjem keto oblike v zmesi trifluoroocetne kisline in toluena v razmerju 1:9 in kasnejši prekristalizaciji iz izopropil etra.
Če je enolna oblika zakompleksana s kromovim trikarbonilom, poteče popolna konverzija v keto obliko v benzenu že pri sobni termperaturi.

## DNA
V deoksiribonukleinskih kislinah (DNA) so nukleotidne baze v keto obliki. James Watson in Francis Crick na začetku sta menila, da so baze v enolni obliki, kar je povzročilo nekaj mesečno zakasnitev odkritja strukture DNA.

## Hidriranje alkinov
Z adicijo vode na alkine s splošno formulo RC≡CR' nastanejo enoli, ki so v ravnotežju s svojo keto obliko. Če sta R ali R' ali oba vodika, nastanejo aldehidi, če sta R in R' alkila, pa nastanejo ketoni. Za hidriranje se najpogosteje izbere zmes žveplove(VI) kisline (H2SO4) in živosrebrovega(II) sulfata (HgSO4). 
Primer: acetilen (etin) reagira s H2SO4 in HgSO4, pri čemer se na prvi ogljikov atom adira H, na drugega pa OH, tako da nastane enolni vmesni produkt. Oba ogljikova atoma sta enakovredna, tako da ni nobene stereoselektivnosti. Reakcija se takoj nadaljuje s tavtomerizacijo. 
Na splošno velja, da je ravnotežje pomaknjeno daleč na stran ketona, dako da se enolnega intermediata ne da izolirati v čisti obliki. Hidriranje alkinov se torej precej razlikuje od hidriranja alkenov, v katerem namesto enolov nastanejo alkoholi, tako da prehod v ketone ni mogoč. 